# بجاع
بجاع (به عربی: بجاع) یک روستا در سوریه است که در استان ریف دمشق واقع شده‌است. بجاع ۱٬۰۵۸ نفر جمعیت دارد.